# Aldina kunhardtiana
Aldina kunhardtiana är en ärtväxtart som beskrevs av John Macqueen Cowan. Aldina kunhardtiana ingår i släktet Aldina och familjen ärtväxter. Inga underarter finns listade i Catalogue of Life.